# 1943年のラジオ (日本)
1943年のラジオ (日本)では、1943年の日本のラジオ番組、その他ラジオ界の動向について記す。

## 主なその他ラジオ関連の出来事
- 1月1日 - 日本放送協会が北見で放送開始。
- 2月21日 - 日本放送協会が室蘭で放送開始。
- 2月25日 - 日本放送協会が大津で放送開始。
- 3月19日 - 日本放送協会が沖縄で放送開始。

## 主な放送番組

### 開始番組

#### 1943年1月放送開始
日本放送協会全国放送
- 7日 - 前線へ送る夕[1]

#### 1943年4月放送開始
日本放送協会全国放送
- 1日 - 報道[1]

#### 1943年9月放送開始
日本放送協会全国放送
- 5日 - 連続放送劇 宮本武蔵[2][3][4]

#### 1943年11月放送開始
日本放送協会全国放送
- 1日
  - 産業戦士の方へ[2]
  - 戦時保育所の時間[2]